# 銚子市立病院
銚子市立病院（ちょうししりつびょういん）は、千葉県銚子市にある医療機関。銚子市病院事業の設置等に関する条例（平成20年12月4日条例第46号）に基づき銚子市が設置し、指定管理者として一般財団法人銚子市医療公社が管理運営する病院である。旧銚子市立総合病院。

## 沿革
- 1950年1月 - 現在地に銚子市立診療所を設置。
- 1951年9月 - 銚子市立病院と改称。
- 1984年7月 - 銚子市立総合病院と改称。
- 2007年10月 - 経営健全化計画を策定[1]。
- 2008年7月3日 - 銚子市が銚子市立総合病院の運営休止を決定[1]。
- 2008年9月30日 - 銚子市立総合病院運営休止[1]。
- 2009年11月25日 - 「銚子市病院事業あり方検討委員会」において、再開方針が決定[2]。
- 2010年4月16日 - 銚子市地域医療体制整備推進本部会議において、新病院の指定管理者を「医療法人財団 銚子市立病院再生機構」に決定[3]。
- 2010年5月6日 - 銚子市立病院として診療を再開[4]。
- 2014年7月30日 - 「銚子市立病院の方向性を検討する委員会」が医療公社による運営を提案[5]。
- 2015年4月1日 - 「一般財団法人 銚子市医療公社」が指定管理者となる。
- 2021年4月 - 回復期リハビリテーション病棟開設。
- 2023年12月14日 - 院内に千葉県内初の省人化店舗である「ローソン銚子市立病院店」がオープン[6]。

## 診療科等
- 内科
- 外科
- 小児科
- 整形外科
- 泌尿器科
- 眼科
- 麻酔科
- リハビリテーション科
- 放射線科

## 周辺の施設
- 銚子市野球場
- 銚子市体育館
- 銚子市青少年文化会館

## 交通アクセス
- 銚子電気鉄道線観音駅より徒歩約5分。
- JR東日本総武本線銚子駅より千葉交通バス市立病院経由長崎国民宿舎行で約15分、銚子市立病院前下車。